# Radical chic
"Radical chic" es un término acuñado por el periodista Tom Wolfe en su ensayo de 1970 Radical Chic: That Party at Lenny's en el que describía la adopción y promoción de causas políticas radicales de izquierda por celebridades, socialites y la alta sociedad. En idiomas como el inglés estadounidense, el francés y el italiano, el término se ha vuelto ampliamente utilizado para referirse a las personas que se identifican como socialistas o izquierdistas radicales mientras llevan estilos de vida de clase alta.
A diferencia de los activistas, revolucionarios o disidentes dedicados, los "radicales chic" no pasan de ser frívolos agitadores políticos, involucrados ideológicamente en su causa de elección sólo en la medida en que avanza su posición social.
El concepto ha sido descrito como "un ejercicio de doble seguimiento de la imagen pública de uno: por un lado, definirse a sí mismo a través de la lealtad comprometida a una causa radical, pero por el otro, vitalmente, demostrar esta lealtad porque es la moda, forma au courant de ser visto en la Sociedad adinerada y consciente del nombre".
"Terrorist chic" es una expresión moderna con connotaciones similares. Este derivado, sin embargo, resta importancia a la sátira de clase del término original de Wolfe, acentuando en cambio las preocupaciones sobre la semiótica del radicalismo (como la estilización de la violencia).

## Origen y significado
La frase "radical chic" se originó en un artículo de 1970 de Tom Wolfe en New York, titulado Radical Chic: That Party at Lenny's (en español, "La izquierda exquisita: Aquella fiesta en casa de Lenny"), que luego fue reimpreso en sus libros Radical Chic & Mau-Mauing the Flak Catchers y The Purple Decades. En el ensayo, Wolfe usó el término para satirizar al compositor Leonard Bernstein y sus amigos por su absurdo al organizar una fiesta de recaudación de fondos para las Panteras Negras, una organización cuyos miembros, actividades y objetivos eran claramente incongruentes con los del círculo de élite de Bernstein. El concepto de "radical chic" de Wolfe estaba destinado a satirizar a los individuos (en particular a las élites sociales como el jet set) que respaldaban el radicalismo de izquierda simplemente para afectar la mundanalidad, mitigar la culpa blanca o ganar prestigio, en lugar de afirmar convicciones políticas genuinas.

El tema [de Wolfe] es cómo las clases patricias de la cultura – los ricos, íntimos de moda de la alta sociedad – han tratado de deleitarse tanto en un glamour indirecto como en un monopolio de la virtud a través de su adhesión pública a la política de la calle: una política, además, de minorías tan apartadas desde su esfera de experiencia y tan absurda y diametralmente opuesta a las islas de privilegio en las que la aristocracia cultural mantiene su aislamiento, que toda la base de su relación está salvajemente fuera de lugar desde el principio. ... En resumen, Radical Chic se describe como una forma de decadencia altamente desarrollada; y su mayor temor es ser visto no como prejuicioso o inconsciente, sino como clase media.
Michael Bracewell, "Cócteles molotov"

## Antecedentes
En este caso, la esposa de Bernstein, Felicia Montealegre, había argumentado en contra del concepto de la adhesión "de moda" a causas radicales por parte de miembros de la sociedad rica, antes de la publicación de "Radical Chic: That Party at Lenny's", un hecho que Wolfe detalla en él. El ensayo apareció en la edición del 8 de junio de 1970 de Nueva York, 20 semanas después de la recaudación de fondos real en la residencia de Bernstein que se llevó a cabo el 14 de enero. El primer informe del evento, que recaudó dinero en apoyo del Panther 21, apareció al día siguiente en un artículo de la reportera de estilo del New York Times Charlotte Curtis, quien estuvo presente. Curtis escribió en parte: "Leonard Bernstein y un líder de Pantera Negra discutieron los méritos de la filosofía del partido Pantera Negra anoche ante casi 90 invitados en el elegante dúplex de los Bernstein en Park Avenue". Según Wolfe, el lanzamiento de la historia en todo el mundo fue seguido por fuertes críticas al evento: "Los ingleses, en particular, aprovecharon la historia por todo lo que valía y parecieron soltar una de las grandes carcajadas del año".
La reacción negativa provocó la publicación de un artículo de opinión en el Times el 16 de enero titulado "Nota falsa sobre las Panteras Negras" que criticaba severamente al Partido Pantera Negra y a Bernstein:

El surgimiento de las Panteras Negras como los favoritos románticos del jet set político-cultural es una afrenta para la mayoría de los estadounidenses negros. ... la terapia de grupo más la velada de recaudación de fondos en la casa de Leonard Bernstein, como se informó ayer en este periódico, representa el tipo de barriada elegante que degrada tanto a los clientes como a los condescendientes. Podría descartarse como una diversión para aliviar la culpa con un toque de conciencia social, excepto por su impacto en aquellos negros y blancos que trabajan seriamente por la igualdad total y la justicia social.

Felicia Montealegre escribió y entregó personalmente una respuesta a este artículo de opinión en las oficinas del Times. En su respuesta, ella escribió:

Como libertaria civil, pedí a varias personas que fueran a mi casa el 14 de enero para escuchar al abogado y a otras personas involucradas con Panther 21 discutir el problema de las libertades civiles en lo que respecta a los hombres que ahora esperan el juicio, y para ayudar a recaudar fondos para sus gastos legales. ... Fue con este propósito profundamente serio por el que se convocó nuestra reunión. La forma frívola en que fue reportada como un evento "de moda" es indigna del Times y ofensiva para todas las personas comprometidas con los principios humanitarios de la justicia.

## Términos relacionados

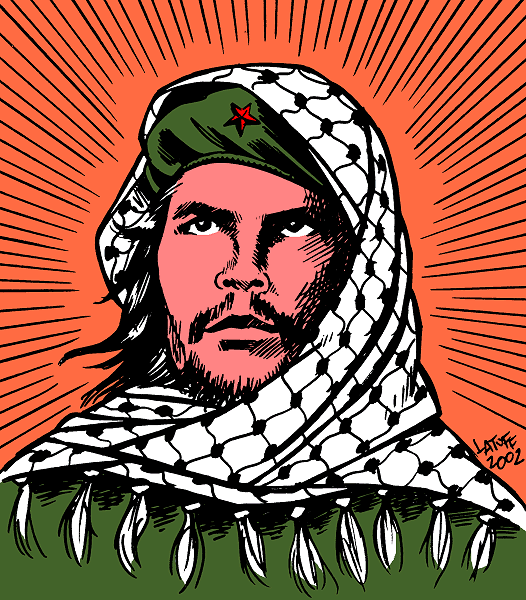
Una caricatura política de Carlos Latuff de 2002 que representa al Che Guevara vistiendo un kufiyya palestino.

"Terrorist chic" (también conocido como "terror chic" o "militant chic") es una variación más reciente y específica del término. Se refiere a la apropiación de símbolos, objetos y estéticas relacionados con militantes radicales, generalmente en el contexto de la cultura popular o la moda. Cuando tales imágenes se despliegan de manera subversiva, el proceso ejemplifica la estetización de la propaganda. Independientemente, debido a que el chic terrorista deriva su iconografía de grupos e individuos a menudo asociados con conflictos violentos o terrorismo, el término tiene un tono más peyorativo que "chic radical".
Los casos de terrorist chic se han interpretado de diversas maneras como moralmente irresponsables, seriamente contraculturales, irónicamente hip o benignamente apolíticos. Según Henry K. Miller del New Statesman, el ejemplo más conocido es la aparición omnipresente del revolucionario marxista Che Guevara en la cultura popular. Otros casos que han sido etiquetados como terrorist chic incluyen: la línea de moda Prada-Meinhof (un juego de palabras con Prada y la banda Baader-Meinhof) y la moda de combinar kufiyyas y ropa de estilo militar como estampados de camuflaje y botas pesadas, fuera del mundo árabe.
Poco después del entierro del 17 de octubre de 1997 con honores militares en Santa Clara, Cuba de los restos desenterrados e identificados de Guevara, encontrados en la jungla boliviana por antropólogos forenses, el columnista del New York Times Richard Bernstein argumentó que la revolución del tercer mundo que El Che encarnó ya no era ni siquiera una "esperanza radical-chic de salón". Simultáneamente con su re-entierro, se publicaron tres biografías importantes de Guevara en 1997. Al notar el interés sostenido en el Che, Bernstein sugirió que "el fin de la guerra fría y el fracaso de la revolución del tercer mundo" permitieron el "escrutinio de Guevara, [como] un símbolo tanto del idealismo como de la ceguera moral de la década de la protesta" que tendrá lugar en un contexto "libre de partidismo ideológico y rencor". Ted Balaker, editor en jefe de Reason TV, un sitio web libertario estadounidense, escribió y produjo Killer Chic en 2008, un documental libertario y anticomunista, en el que deconstruyó el uso de imágenes del Che Guevara y Mao Zedong en la cultura popular. En la entrada de su blog del 11 de diciembre de 2008, el periodista de Reason Nick Gillespie utilizó el término "killer chic" en su reseña de la película Che de Steven Soderbergh.

## Otras lecturas
- Herr, Cheryl (1994). «Terrorist Chic: Style and Domination in Contemporary Ireland».  En Benstock, Shari; Ferriss, Suzanne, eds. On Fashion. New Brunswick, N.J.: Rutgers University Press. pp. 235–66. ISBN 0-8135-2033-9..
- Selzer, Michael (1979). Terrorist Chic: An Exploration of Violence in the Seventies. New York: Hawthorn Books. ISBN 0-8015-7534-6.

### Listas de ejemplos
- Darling, it's so radical chic (enlace roto disponible en Internet Archive; véase el historial, la primera versión y la última).
- Radical sheep
- The revolution will not be accessorised
- 'Radical Chic' Loses Luster de Joshua Goodman, Sun Journal, 26 de noviembre de 2007.
- TERROr.chic - the artist

### Ensayos y editoriales
- Come the revolution, we'll all be in combats
- Analysis: Radical Chic
- M.I.A. - Terrorist Chic

- Datos: Q17162840